# Sint-Niklaaskerk (Mardijk)
De Sint-Niklaaskerk (Frans: Église Saint-Nicolas) is de parochiekerk van de tot de Franse gemeente Duinkerke behorende plaats Mardijk, gelegen aan de Chemin de l'Église.

## Geschiedenis
Hier stond een 17e-eeuwse kerk die in juni 1944 geheel werd vernietigd nadat de toren was opgeblazen. Na de oorlog werd een nieuwe kerk gebouwd naar ontwerp van Léon Finet. Deze kerk kwam in 1961 gereed.

## Gebouw
De bakstenen zaalkerk is gebouwd in de stijl van het naoorlogs modernisme. Hij heeft een rechthoekige plattegrond en wordt verlicht door een reeks vensters boven in de gevel. De losstaande klokkentoren heeft een opvallend hoge spits.